# Stazione di Casale di Priverno
La stazione di Casale di Priverno era una fermata ferroviaria posta sulla linea Velletri-Terracina. Serviva la località Ceriara, nel comune di Sezze.

## Storia
La fermata venne attivata il 1º febbraio 1941.